# NGC 5752
NGC 5752 (również PGC 52685) – galaktyka spiralna (Sb), znajdująca się w gwiazdozbiorze Wolarza. Została odkryta 1 kwietnia 1878 roku przez Lawrence’a Parsonsa. Galaktyka ta jest oddalona o około 209 milionów lat świetlnych od Ziemi.

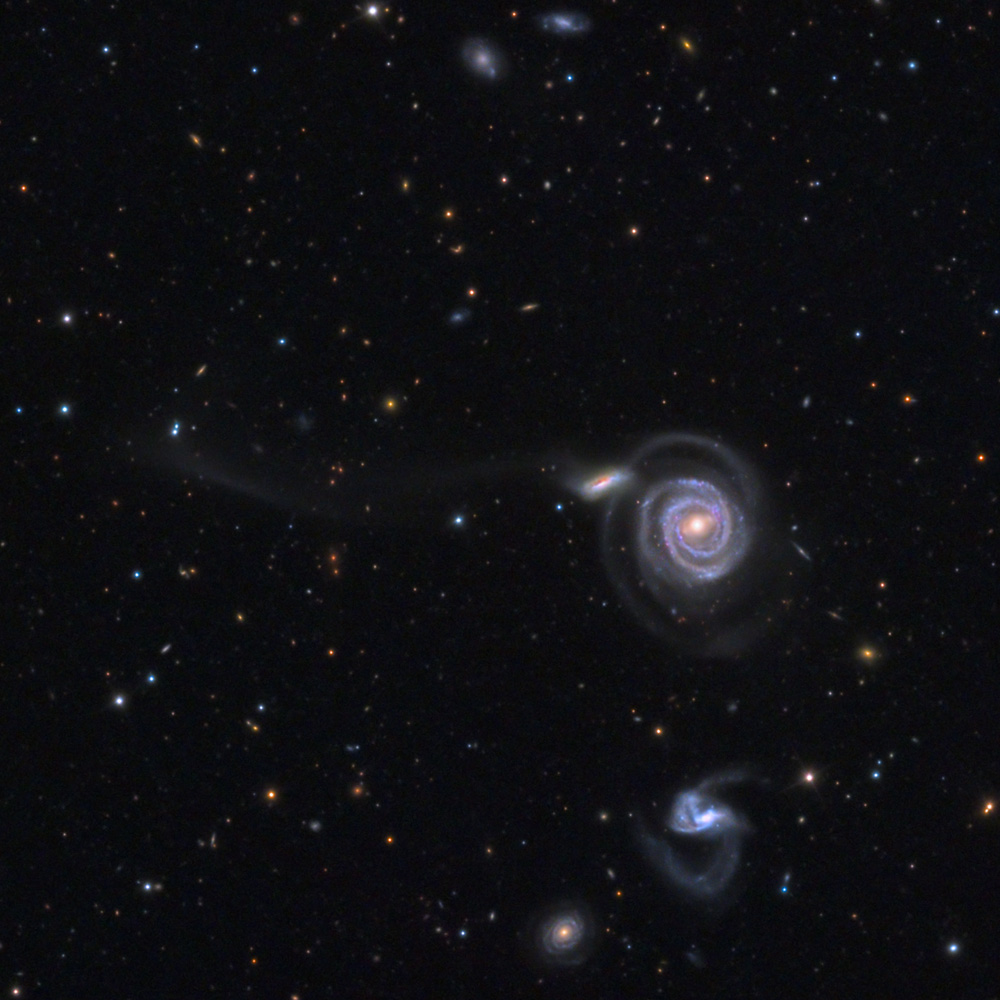
Arp 297. Na prawo od centrum – NGC 5752 i NGC 5754, na dole NGC 5753 i NGC 5755 (Mount Lemmon SkyCenter)

Wraz z galaktykami NGC 5753, NGC 5754 i NGC 5755 została skatalogowana jako Arp 297 w Atlasie Osobliwych Galaktyk. Jednak tylko jedna z nich, znacznie większa NGC 5754, znajduje się w zbliżonej odległości od Ziemi i oddziałuje z nią grawitacyjnie, o czym świadczą rozciągnięte ramiona NGC 5754 oraz „ogon” z gwiazd ciągnący się na zachód od tej pary.